# Amarodytes
Amarodytes es un género de coleópteros adéfagos de la familia Dytiscidae. 

## Especies
- Amarodytes baoulicus	Guignot 1948
- Amarodytes bicolor	Belg.
- Amarodytes boggianii
- Amarodytes duponti	(Aube 1838)
- Amarodytes guidi	Guignot 1957
- Amarodytes oberthuri
- Amarodytes opacus	Gschw.
- Amarodytes percosioides
- Amarodytes pulchellus	Guignot 1955
- Amarodytes undulatus	Gschwendtner 1954